# Leptochiton torishimensis
Leptochiton torishimensis är en blötdjursart som först beskrevs av Wu och Takashi A. Okutani 1984.  Leptochiton torishimensis ingår i släktet Leptochiton och familjen Leptochitonidae. Inga underarter finns listade i Catalogue of Life.